# Malcevalgebra
Inom matematiken är en Malcevalgebra (eller Maltsevalgebra eller Moufang–Liealgebra) över en kropp en oassociativ algebra som är antisymmetrisk, så att 
{\displaystyle xy=-yx\ }
och satisfierar Malcevs identitet
{\displaystyle (xy)(xz)=((xy)z)x+((yz)x)x+((zx)x)y.\ }
De undersöktes först av Anatoly Maltsev (1955).

## Exempel
- Varje Liealgebra är en Malcevalgebra.
- Varje alternative algebra kan göras till en Malcevalgebra genom att definiera Malcevprodukten som xy − yx.
- Imaginära oktonionerna bildar en 7-dimensionell Malcevalgebra om man definierar Malcevprodukten som xy − yx.